# Chrysler
FCA US LLC je američki proizvođač automobila. Sjedište se nalazi u Michiganu u Auburn Hillsu. Vlasnik mu je talijanska automobilska kuća Fiat. Chrysler je jedan od Velike trojice američkih automobilskih proizvođača. Automobile prodaje diljem svijeta pod robnim markama Chrysler, Dodge, Jeep i Ram. Ostali veliki odjeli su Mopar, proizvodnja rezervnih djelova i potrepština za automobile te SRT, odjel za visokoperformansna vozila. 2014. je godine FCA US LLC bio sedmi po proizvodnji automobilski proizvođač na svijetu.
Osnovana je 1925. godine i do 80-tih godina 20. stoljeća je samostalno poslovala. 
Osnovao ju je Walter Chrysler (1875. – 1940.) 6. lipnja 1925. kad je Maxwell Motor Company (osnovana 1904.) reorganizirana u Chrysler Corporation.
Walter Chrysler stigao je u ranih 1920-ih u kompaniju Maxwell-Chalmers. Unajmljen je radi prevladavanja kompanijinih pothvata koji su pošli loše, nakon sličnog posla spašavanja koji je poduzeo u automobilskoj kompaniji Willys-Overland. In late 1923 production of the Chalmers automobile was ended.
Od 80-tih kreću malena udruženja s Mitsubishijem a 1998. godine se udružuju s Daimlerom i osniva se DaimlerChrysler. Tada modeli Chryslera počinju koristiti mehaniku Mercedes-Benzovih automobila. 2007. godine Chrysler je prodan kompaniji Cerberus Capital Management a početkom globalne ekonomske krize 2008. godine Chrysler ja zamalo propao. Od tada počinje era Chrysler Group LLC, trenutni vlasnici su United Auto Workers Voluntary Employee Beneficiary Association (63,5%), Fiat S.p.A. (25%), Vlada SAD (9.2%), Vlada Kanade (2,3%).
S obzirom na to da je Fiat jedini proizvođač među vlasnicima i namjerava kupiti još dionica Chryslera modeli Fiat Grupe i Chryslera dijelit će platforme, motore itd.
| Kalendarska godina | Prodaja u SAD | % promjene godišnje |
| ------------------ | ------------- | ------------------- |
| 1999.              | 2.638.561     |                     |
| 2000.              | 2.522.695     | -4,4%               |
| 2001.              | 2.273.208     | -9,9%               |
| 2002.              | 2.205.446     | -3%                 |
| 2003.              | 2.127.451     | -3.5%               |
| 2004.              | 2.206.024     | -3,7%               |
| 2005.              | 2.304.833     | -4,5%               |
| 2006.              | 2.142.505     | -7%                 |
| 2007.              | 2.076.650     | -3,1%               |
| 2008.              | 1.453.122     | -30%                |
| 2009.              | 931.402       | -36%                |
| 2010.              | 1.085.211     | -17%                |
| 2011.              | 1.369.114     | -26%                |
| 2012.              | 1.651.787     | -21%                |
| 2013.              | 1.800.368     | -9%                 |
| 2014.              | 2.090.639     | -16%                |

Ukinute podmarke Chryslera su :

Maxwell (1904. – 1926.)

DeSoto (1928. – 1961.)

Valiant (1960.)

Valiant (1960. – 1966.)

Singer (1905. – 1970.)

Fargo (1920. – 1972.)

Hillman (1907. – 1976.)

Humber (1868. – 1976.)

Sunbeam (1901. – 1976.)

Karrier (1908. – 1977.)

Simca (1934. – 1977.)

Barreiros (1959. – 1978.)

Commer (1905. – 1979.)

Imperial (1955. – 1975.; 1981. – 1983.)

AMC (1954. – 1988.)

Eagle (1988. – 1998.)

Plymouth (automobil) (1928. – 2001.)
a još uvijek aktualne su Dodge, Jeep, Ram i GEM.

## Divizija Chrysler
Chrysler je glavna marka u Chrysler Grupi. Nakon nestabilnih zadnjih 20-30 godina i loših modela poput Chrysler PT Cruiser, Sebringa i Crossfire-a 2011. godine Chrysler i Fiat su zajedno počeli predstavljati nove modele. Prvi od njih je obnovljeni Chrysler 300 i novi Chrysler 200. Također se najavljuje prodavanje Lancie Delte u SAD-u pod znakom Chryslera.
Trenutni modeli Chryslera su Chrysler 200, Chrysler 300 i Chrysler Voyager

## Vanjske poveznice
- Službena stranica  Arhivirana inačica izvorne stranice od 16. veljače 2021. (Wayback Machine)
- Chrysler Hrvatska  Arhivirana inačica izvorne stranice od 14. prosinca 2005. (Wayback Machine)